# Live 1969
Live 1969 är ett livealbum med Simon and Garfunkel, utgivet exklusivt till kaffekedjan Starbucks kunder i USA 25 mars 2008. En "riktig" utgåva kom i april  2009 (från början skulle albumet kommit i september 2007). Inspelningen är gjord i november 1969 under duons sista konsertturné innan de splittrades året efter.
Albumet är en blandning från flera konserter, men albumet återskapar ungefär spelordningen för låtarna så som den var under varje konsert. Inspelningsdatum och plats står angiven efter respektive låt. Konserterna spelades in för ett eventuellt livealbum som skulle ges ut efter albumet Bridge Over Troubled Water som gavs ut i februari 1970. Men dessa planer skrinlades fram till 2007.
Fem av låtarna är hämtade från albumet Bridge Over Troubled Water, som inte hade givits ut då konserterna hölls. Publiken hade därför inte hört till exempel "Bridge Over Troubled Water" innan. "The Boxer" hade dock givits ut på singel i april 1969. 

## Låtlista
1. "Homeward Bound" (Paul Simon) (15 november 1969, Long Beach, Kalifornien)
2. "At the Zoo" (Paul Simon) (27 november 1969, New York)
3. "The 59th Street Bridge Song (Feelin' Groovy)" (Paul Simon) (8 november 1969, Carbondale, Illinois)
4. "Song for the Asking" (Paul Simon) (15 november 1969, Long Beach, Kalifornien)
5. "For Emily, Whenever I May Find Her" – 2:37 (November 1969, Saint Louis, Missouri)
6. "Scarborough Fair/Canticle" (folkvisa arrangerad av Simon & Garfunkel) (28 november 1969, New York)
7. "Mrs. Robinson" (Paul Simon) (8 november 1969, Carbondale, Illinois)
8. "The Boxer" (Paul Simon) (15 november 1969, Long Beach, Kalifornien)
9. "Why Don't You Write Me" (Paul Simon) (15 november 1969, Long Beach, Kalifornien)
10. "So Long, Frank Lloyd Wright" (Paul Simon) (8 november 1969, Carbondale, Illinois)
11. "That Silver-Haired Daddy of Mine" (Gene Autry/J. Long) (15 november 1969, Long Beach, Kalifornien)
12. "Bridge over Troubled Water" (Paul Simon) (28 november 1969, New York)
13. "The Sound of Silence" (Paul Simon) (8 november 1969, Carbondale, Illinois)
14. "I Am a Rock" (Paul Simon) (8 november 1969, Carbondale, Illinois)
15. "Old Friends/Bookends Theme" (Paul Simon) (1 november 1969, Toledo, Ohio)
16. "Leaves That Are Green" (Paul Simon) (30 oktober 1969, Detroit)
17. "Kathy's Song" (Paul Simon) (okänt datum, St. Louis)